# Clephydroneura distincta
Clephydroneura distincta là một loài ruồi trong họ Asilidae. Clephydroneura distincta được Oldroyd miêu tả năm 1938. Loài này phân bố ở miền Ấn Độ - Mã Lai.